# Опс (кантон)
Опс (фр. Aups) — упразднённый кантон на юго-востоке Франции, в регионе Прованс — Альпы — Лазурный Берег (департамент — Вар, округ — Бриньоль).

## Состав кантона
До 2015 года площадь кантона — 289,77 км², включала в себя 6 коммун, население — 3 104 человека (2010), плотность населения — 10,7 чел/км².
| Коммуна            | Французское название  | Население, чел. (2012) | Площадь, км² |
| ------------------ | --------------------- | ---------------------- | ------------ |
| Бодинар-сюр-Вердон | Baudinard-sur-Verdon  | 202                    | 21,97        |
| Бодюэн             | Bauduen               | 324                    | 47,45        |
| Вериньон           | Vérignon              | 10                     | 36,9         |
| Ле-Саль-сюр-Вердон | Les Salles-sur-Verdon | 244                    | 4,97         |
| Опс                | Aups                  | 2 113                  | 64,15        |
| Эгин               | Aiguines              | 269                    | 114,33       |

С 22 марта 2015 года кантон официально упразднён согласно директиве от 27 февраля 2014, а коммуны административно переподчинены вновь созданному кантону Флейоск.